# Hernán Senillosa
Pas d'image ? Cliquez ici

a Compétitions nationales et continentales officielles uniquement.

b Matchs officiels uniquement.
Dernière mise à jour le 6 décembre 2018.
Hernan Senillosa, né le 1er octobre 1977 à Buenos Aires (Argentine), est un joueur de rugby à XV argentin, jouant au poste d'ailier, d'arrière ou de centre. 
De 2004 à 2006 il joue dans le championnat français à Clermont-Ferrand, avec l'Association sportive montferrandaise Clermont Auvergne, puis retourne en Argentine.

## Carrière de joueur

### En club
- Hindú Club  Argentine
- 2004-2006 ASM Clermont  France
- Depuis 2006 Hindú Club  Argentine

### En équipe nationale
- Il a honoré sa première cape internationale le 28 avril 2002 par une victoire 35-21 contre l'Uruguay
- 33 sélection (128 points)
- 3e place à la coupe du monde de rugby 2007

## Palmarès

### En équipe nationale
- 33 sélections
- 17 essais, 17 transformations, 2 pénalités, 1 drop-goal
- 128 points
- Nombre de sélections par année : 3 en 2002, 9 en 2003, 8 en 2004, 2 en 2005, 3 en 2006 et 8 en 2007.

Coupe du monde de rugby
- 2003 : 2 sélections (équipe de Namibie, équipe de Roumanie)
- 2007 : 6 sélections (équipe de France (x2), équipe de Géorgie, équipe de Namibie, équipe d'Irlande, équipe d'Écosse)